# Ammar Al-Rushaidi
Faiz Issa Khadoom Al-Rushaidi (ur. 14 lutego 1998) – omański piłkarz grający na pozycji bramkarza. Jest wychowankiem klubu Suwaiq Club.

## Kariera piłkarska
Swoją karierę piłkarską Al-Rushaidi rozpoczął w klubie Suwaiq Club, w którym w 2017 roku zadebiutował w pierwszej lidze omańskiej. W sezonie 2017/2018 został z nim mistrzem Omanu.

## Kariera reprezentacyjna
W 2019 roku Al-Rushaidi został powołany do reprezentacji Omanu na Puchar Azji.